# Вінді Чантіка Айса
Вінді Чантіка Айса (нар. 11 червня 2002) — індонезійська важкоатлетка, бронзова призерка Олімппійських ігор 2020 року.

## Результати
| Рік              | Місце               | Вага             | Ривок            | Ривок            | Ривок            | Ривок            | Поштовх          | Поштовх          | Поштовх          | Поштовх          | Загалом          | Місце            |
| Рік              | Місце               | Вага             | 1                | 2                | 3                | Місце            | 1                | 2                | 3                | Місце            | Загалом          | Місце            |
| Олімпійські ігри | Олімпійські ігри    | Олімпійські ігри | Олімпійські ігри | Олімпійські ігри | Олімпійські ігри | Олімпійські ігри | Олімпійські ігри | Олімпійські ігри | Олімпійські ігри | Олімпійські ігри | Олімпійські ігри | Олімпійські ігри |
| ---------------- | ------------------- | ---------------- | ---------------- | ---------------- | ---------------- | ---------------- | ---------------- | ---------------- | ---------------- | ---------------- | ---------------- | ---------------- |
| 2020             | Токіо, Японія       | до 49 кг         | 84               | 87               | 89               | 4                | 110              | 115              | 117              | 3                | 202              | 3                |
| Чемпіонат світу  |                     |                  |                  |                  |                  |                  |                  |                  |                  |                  |                  |                  |
| 2019             | Паттая, Таїланд     | до 49 кг         | 78               | 78               | 82               | 10               | 97               | 100              | 103              | 11               | 182              | 9                |
| 2022             | Богота, Колумбія    | до 49 кг         | 80               | 80               | 84               | 15               | 96               | 96               | —                | 16               | 176              | 15               |
| Чемпіонат Азії   |                     |                  |                  |                  |                  |                  |                  |                  |                  |                  |                  |                  |
| 2019             | Нінбо, Китай        | до 49 кг         | 75               | 78               | 80               | 7                | 92               | 97               | 100              | 8                | 177              | 7                |
| 2021             | Ташкент, Узбекистан | до 49 кг         | 82               | 86               | 87               | 3                | 102              | 106              | 106              | 4                | 189              | 4                |